# Rostbrust-Ameisenpitta
Der Rostbrust-Ameisenpitta (Grallaricula ferrugineipectus) ist eine wenig erforschte Vogelart aus der Familie der Ameisenpittas (Grallariidae). Er bewohnt Bergwälder im Norden und Westen Südamerikas und gilt auf Grund seiner kleinen Größe und seiner versteckten Lebensweise als schwierig zu beobachten. Die Art gilt derzeit als nicht konkret gefährdet.

## Merkmale
Rostbrust-Ameisenpittas sind kleine Vögel, die eine Größe zwischen 10 und 12 cm erreichen können. Das Gewicht liegt bei 16 bis 17 g. Der Körperbau entspricht mit kurzen, breiten Flügeln, langen und dünnen Beinen sowie einem sehr kurzen Schwanz dem eines typischen Vertreters der Gattung Grallaricula. Zwischen den Geschlechtern besteht kein äußerlich erkennbarer Sexualdimorphismus. Das Gefieder ist an Rücken und Kopf dunkelbraun gefärbt und leicht olivgrün verwaschen. Flügel und Schwanz sind eher gelbbraun, Hand- und Armschwingen außerdem leicht zimtfarben gesäumt. Der Daumenfittich ist zumeist etwas dunkler als das übrige Gefieder an den Flügeln. Im Gesichtsbereich findet sich ein auffällig weißer, halbmondförmiger Fleck hinter dem Auge. Die Zügel sind ebenfalls weißlich, aber weniger auffallend gefärbt. Die Brust und die Flanken zeigen ein namensgebendes, kräftiges Rostbraun, das bei einigen Exemplaren jedoch auch eher ins ockerfarbene übergehen kann. Zum Bauch wird die Färbung immer heller, bis der zentrale Bauchbereich schließlich weiß erscheint. Ein schmaler, weißer Streifen findet sich auch an der unteren Kehle, ist jedoch, je nachdem, wie die Vögel den Kopf halten, häufig verdeckt. Der kurze, stumpfe Schnabel ist überwiegend schwarz, lediglich die Basis der unteren Mandibel ist weißlich bis rosafarben. Beine und Zehen sind recht variabel gefärbt, das Spektrum reicht hier von Grau- bis hin zu Pinktönen. Die Iris des Auges ist wenig auffällig braun gefärbt.
Beschreibungen des Jugendkleids liegen für den Rostbrust-Ameisenpitta bislang nicht vor. In der Vergangenheit beschriebene Jungvögel der Art, werden heute dem seit 2018 als eigenständige Art geltenden Orangebrust-Ameisenpitta (G. leymebambae) zugerechnet. Verwechslungen könnten möglicherweise mit dem eng verwandten Graukappen-Ameisenpitta (G. nana) vorkommen, wenn dessen namensgebende, graue Haube nicht eindeutig sichtbar ist. Letztere Art bewohnt jedoch in der Regel höhere Lagen, als der Rostbrust-Ameisenpitta. Ähnlich verhält es sich mit dem vergleichbar gefärbten Ockerbrust-Ameisenpitta (G. flavirostris), der jedoch zumeist auf niedrigeren Höhenlagen anzutreffen ist.

## Habitat und Verhalten
Der Rostbrust-Ameisenpitta ist ein Waldbewohner, der ein feuchtes bis halbfeuchtes Klima benötigt. Hierbei verbringen sie den Großteil des Tages im Unterholz, meist dicht über, aber nur selten direkt am Erdboden. Areale mit besonders dicht stehenden, von vielen Epiphyten bewachsenen Pflanzen, scheinen dabei bevorzugt zu werden. Mögliche, spezielle Anforderungen an das bewohnte Habitat sind allerdings nicht vollständig erforscht. Die Vögel leben typischerweise solitär oder in Paaren, Schwärme mit Vertretern der eigenen oder anderer Arten bilden sie offenbar nicht. Beobachtungen derselben Individuen über mehrere Jahre am selben Ort deuten auf eine gewisses Territorialverhalten hin, wobei jedoch Auseinandersetzungen innerhalb der Art bislang nicht beobachtet werden konnten. Ornithologen schätzen die ungefähre Größe eines Territoriums auf circa 3,5 ha. Menschen gegenüber sind Rostbrust-Ameisenpittas, so man sie denn ausmachen kann, recht zutraulich und ergreifen erst bei sehr naher Annäherung die Flucht. Generell verbleiben sie häufig eine Zeitlang fast bewegungslos an einer Stelle, lediglich der Rumpf bewegt sich in einer rhythmischen Drehbewegung. Dieses Verhalten ist für alle Vertreter der Gattung Grallaricula typisch. Obwohl es sich um flugfähige Vögel handelt, unternehmen sie selten Flüge über weite Strecken und bewegen sich eher hüpfend durch das Geäst fort. Die Art ist ein Standvogel und beteiligt sich nicht an den jährlichen Vogelzügen.

### Ernährung und Jagdverhalten
Die genaue Zusammensetzung der Ernährung ist bislang nur schlecht erforscht. Bei einer Studie in Kolumbien untersuchten Forscher den Mageninhalt eines Exemplars der Unterart G. f. rara und fanden Überreste von nicht näher zu bestimmenden Hautflüglern, Käfern, Schnabelkerfen und Heuschrecken. Darüber hinaus werden an Nestlinge auch kleine Spinnen, Motten, Kakerlaken und Grillen verfüttert. Dies legt nahe, dass es sich um reine Insektenfresser handelt. Bei der Nahrungssuche sondieren die Vögel, an kleinen Zweigen hängend, mit dem Schnabel Rinde, Blätter oder Moos nach Fressbarem. Seltener suchen sie auch am Boden unter herabgefallenem Laub nach Beute. Wurde ein mögliches Beutetier erspäht, schlagen sie es mit einem kurzen, vorwärts gerichteten Sprung. Fliegende Beute wird in sehr kurzen Verfolgungsflügen gegriffen. Des Weiteren wurden Rostbrust-Ameisenpittas dabei beobachtet, wie sie mit den Füßen dünne Zweige schütteln, um so darauf sitzende Insekten aufzuscheuchen, die sie dann anschließend aus der Luft fangen.

### Fortpflanzung
Das Fortpflanzungsverhalten des Rostbrust-Ameisenpittas ist im Vergleich zu verwandten Arten recht gut dokumentiert. Eine erste Beschreibung des Nests stammt bereits aus dem Jahr 1922, während das Brutverhalten erstmals in den 1950er-Jahren beschrieben wurde. Im Rahmen der bislang umfassendsten Studie wurden in den Jahren 2003 bis 2006 in Venezuelas Yacambú-Nationalpark 40 Nester der Art beobachtet. Es wird davon ausgegangen, dass die Vögel weitestgehend monogam sind und Paare zumindest einige Jahre zusammen bleiben. Die Brutzeit beginnt einige Wochen vor dem Einsetzen der Regenzeit, was in Venezuela normalerweise in den April fällt. Mit dem Nestbau beschäftigte Rostbrust-Ameisenpittas wurden hier bereits Mitte März gesichtet. Die Errichtung des Nests wird offenbar immer nur von einem der Partner übernommen, wobei sowohl männliche als auch weibliche Vögel schon beim Bau eines Nests beobachtet wurden. Als Standort bevorzugen die Vögel Areale mit Sekundärwuchs, der in der Region häufig aus dicht stehendem Bambus der Gattung Chusquea gebildet wird, die stark von Ranken überwuchert werden. Als Basis können etwa verknotete Ranken oder ein Palmblatt in 0,5 bis 2 m Höhe dienen. Darauf errichten Rostbrust-Ameisenpittas eine wenig aufwändige, leicht konkav geformte Plattform aus dünnen Zweigen. Auf diese wird dann das eigentliche Nest gesetzt, bei dem es sich um eine tassenförmige Konstruktion aus miteinander verwobenen Wurzelfasern handelt. Innen wird diese mit feineren Fasern ausgekleidet. Insgesamt ist das Nest wenig stabil und kann bei Berührungen von Menschen oder größeren Tieren leicht zerbrechen. Die äußeren Abmessungen des Nests liegen bei circa 10,5 × 4,4 cm. Nach der Fertigstellung legt das Weibchen zwei Eier, wobei abweichende Gelegegrößen bislang nicht beobachtet wurden. Die Eier besitzen eine blass-grüne bis gräuliche Grundfärbung und sind mit hellbraunen Tupfern und Flecken variabler Größe und Form gesprenkelt. Ihre durchschnittliche Größe liegt bei etwa 1,88 × 1,73 cm. Das Lebendgewicht beträgt zwischen 2,4 und 3,0 g. Die Inkubationszeit ist im Vergleich zu verwandten Arten recht kurz und dauert zwischen 16 und 17,5 Tagen. Beide Geschlechter beteiligen sich gleichermaßen an der Bebrütung, die erst mit dem letzten gelegten Ei beginnt. Während dieser Phase wird das Nest ständig ausgebessert, indem neues Material hinzugefügt oder vorhandenes wieder in Form gebracht wird. Außerdem suchen die Altvögel immer wieder mit ihren Schnäbeln nach Parasiten und entfernen diese, wenn sie entdeckt werden. Nach dem Schlüpfen sind die Nachkommen zunächst noch nackt, ihre Augen sind geschlossen. Die Haut ist in einem blassen Orange gefärbt, das nach etwa vier Tagen dunkler wird und eine graue bis fast schwarze Färbung annimmt. Zu diesem Zeitpunkt beginnt auch die Entwicklung eines ersten Federkleids, das aus weichen, rostbraunen Daunen besteht und nach etwa 10 Tagen vollständig ausgebildet ist. Während sie sich im Nest befinden, werden die Jungvögel von einem der Elternteile mehrere Stunden am Tag gehudert, während der andere in dieser Zeit Nahrung heranschafft. Nach 12 bis 14 Tagen werden die Jungen flügge und verlassen das Nest, während sie noch immer einen Teil ihrer Nestlingsdaunen tragen. Rostbrust-Ameisenpittas haben, soweit bekannt, nur einen verhältnismäßig bescheidenen Bruterfolg von etwa 15 %. Die übrigen Eier und Nestlinge fallen der Prädation durch Raubtiere zum Opfer. Ist dies der Fall, kommt es häufig vor, dass Paare einen weiteren Brutversuch in derselben Saison starten, wofür sie dann ein neues Nest an einem anderen Standort anlegen.

### Lautäußerungen
Der Gesang der Art besteht aus 15 bis 16 einzelnen Tönen, die alle in einem Zeitraum von nur 2 bis 2,2 Sekunden vorgetragen werden. Er kann in etwa als twa-twa-twa-twa-twa-twa-cwi-cwi-cwi-cwi-cwi-cwi-cwi, cu-cu umschrieben werden. Lautstärke und Frequenz steigen bis zu den letzten beiden Tönen an, die dann deutlich tiefer und leiser klingen. Es handelt sich um recht ausdauernde Sänger, die ihren Gesang häufig alle paar Sekunden wiederholen. Darüber hinaus ist ein wie quierk oder quiu quiu klingender, als „traurig“ beschriebener Alarmruf bekannt.

## Verbreitung und Gefährdung

Verbreitungsgebiet des Rostbrustameisenpittas

Der Rostbrust-Ameisenpitta ist ein Bewohner der Anden im Nordwesten Südamerikas, wo er typischerweise auf Höhenlagen zwischen 600 und 2200 m angetroffen werden kann. Regional gelingen Nachweise auch in tieferliegenden Gebieten auf minimal 250 m Höhe. Sein Hauptverbreitungsgebiet erstreckt sich in einem weiten Bogen von den Küstengebirgen im Norden Venezuelas bis nach Zentralkolumbien. Dabei handelt es sich allerdings vermutlich nicht um ein zusammenhängendes Gebiet, sondern um eine ganze Reihe einzelner, voneinander zumindest teilweise isolierter Bereiche. Darüber hinaus werden kleinere, abgelegene Gebiete in der Sierra Nevada de Santa Marta im Norden Kolumbiens, der Sierra de Perijá an der kolumbianisch-venezolanischen Grenze und im kolumbianischen Departamento de Cundinamarca besiedelt. Des Weiteren existiert eine fast gänzlich unerforschte Population im Nordwesten Ecuadors, bei der nicht abschließend geklärt ist, ob es sich um Rostbrust-Ameisenpittas oder Vertreter einer verwandten Art handelt. Die IUCN stuft die Art mit Stand 2016 auf der niedrigsten Gefährdungsstufe least concern („nicht gefährdet“) ein. Obwohl keine genauen Schätzungen der Bestandszahlen vorliegen, scheinen die Bestände weitestgehend stabil zu sein. Zumindest lokal wird die Art als „recht häufig“ beschrieben.

## Systematik
Die Erstbeschreibung des Rostbrust-Ameisenpittas stammt aus dem Jahr 1857 und geht auf den englischen Zoologen Philip Lutley Sclater zurück. Als wissenschaftlichen Namen wählte er zunächst Grallaria ferrugineipectus. Der Holotyp stammt vermutlich aus dem Distrito Capital in Venezuela. Das Artepitethon stammt aus dem lateinischen und setzt sich aus den Begriffen ferrugineus für „rostig“ und pectus für „Brust“ zusammen. Sclater selbst stellte die Art bereits kurz darauf in die von ihm neu beschriebene Gattung Grallaricula. Innerhalb der Art werden derzeit noch zwei Unterarten als gültig anerkannt. Erst seit 2018 als eigenständige Art geführt wird der Orangebrust-Ameisenpitta (G. leymebambae), der bislang als südlichste Unterart des Rostbrust-Ameisenpittas geführt worden war. Phylogenetische Analysen zeigten jedoch, dass diese Population enger mit dem Halbmond-Ameisenpitta (G. lineifrons) verwandt ist, als mit den übrigen Formen des Rostbrust-Ameisenpittas. Die nördlichen Populationen stehen hingegen offenbar dem Graukappen- (G. nana) und dem Sucreameisenpitta (G. cumanensis) am nächsten, mit denen sie eine gemeinsame Superspezies bilden. Tatsächlich ergab die Studie, dass die Trennung dieser beider Gruppen bereits vor 10,8 bis 16,8 Millionen Jahren stattgefunden haben muss, was früher ist, als der Zeitpunkt der Trennung aller anderer untersuchter Grallaricula-Arten voneinander. Die beiden verbleibenden Unterarten werden hauptsächlich anhand subtiler Unterschiede bei der Gefiederfärbung und ihren Lautäußerungen unterschieden.
- G. f. ferrugineipectus (Sclater, PL, 1857) – Die Nominatform kommt in den venezolanischen Anden von Mérida und Barinas bis nach Trujillo und Lara, sowie isoliert davon in den Küstengebirgen von Lara und Yaracuy im Westen und Miranda und dem Distrito Federal weiter östlich vor. Des Weiteren ist sie aus der Sierra Nevada de Santa Marta im Norden Kolumbiens bekannt.[2]
- G. f. rara Hellmayr & Madarász, 1914 – Verbreitet in der Sierra de Perijá in der Grenzregion Venezuelas und Kolumbiens, wo ihr Verbreitungsgebiet das der Nominatform unterbricht, die westlich und östlich davon vorkommt. Darüber hinaus ist sie aus den östlichen Anden Kolumbiens in Norte de Santander und Cundinamarca bekannt. In Norte de Santander existiert außerdem eine weitere, isolierte Population, die provisorisch G. f. rara zugerechnet wird, jedoch bislang nur sehr wenig erforscht ist. Ihre tatsächliche systematische Zugehörigkeit ist daher unsicher.[2] Das Gefieder unterscheidet sich vor allem durch einen rötlicheren Kopf und eine allgemein kräftiger gefärbte Unterseite. Der schmale, weiße Streifen an der Kehle fehlt bei dieser Form hingegen. Darüber hinaus wird der Gesang dieser Unterart etwas langsamer vorgetragen als der der Nominatform.[6]